# Kate Pace
Katherine Pace detta Kate  (North Bay, 13 febbraio 1969) è un'ex sciatrice alpina canadese, campionessa del mondo nella discesa libera a Morioka 1993.
In seguito al matrimonio assunse anche il cognome del coniuge e gareggiò come Kate Pace-Lindsay.

## Biografia
Specialista delle prove veloci originaria di White Lake in attività durante gli anni 1990, la Pace ottenne il primo risultato di rilievo in Coppa del Mondo a Meiringen il 16 dicembre 1990 in discesa libera (7ª). Due stagioni dopo ai Mondiali di Morioka 1993, sua prima presenza iridata, conquistò la medaglia d'oro nella discesa libera e si classificò 31ª nel supergigante; nell'ultimo scorcio di quella stessa stagione 1992-1993 in Coppa del Mondo ottenne in discesa libera il primo podio, il 27 febbraio 1993 a Veysonnaz (3ª), e la prima vittoria, il 13 marzo a Kvitfjell. All'inizio della stagione successiva, il 4 dicembre 1993 a Tignes, colse la sua seconda e ultima vittoria nel massimo circuito internazionale, sempre in discesa libera; esordì ai Giochi olimpici invernali a Lillehammer 1994, classificandosi 5ª nella discesa libera e 12ª nel supergigante, e nello stesso anno ottenne l'ultimo podio in Coppa del Mondo, il 16 marzo a Vail in discesa libera (2ª).
Il 5 aprile 1995 conquistò a Whistler in supergigante l'ultima vittoria in Nor-Am Cup; ai successivi Mondiali di Sierra Nevada 1996 fu 4ª nella discesa libera e non completò il supergigante, mentre a quelli di Sestriere 1997, sua ultima presenza iridata, si classificò 18ª nella discesa libera e 25ª nel supergigante. Il 27 marzo 1997 ottenne a Mont-Tremblant/Mont Garceau in supergigante l'ultimo podio in Nor-Am Cup (3ª); prese per l'ultima volta il via in Coppa del Mondo il 31 gennaio 1998 a Åre in discesa libera (22ª) e si congedò dalle competizioni in occasione dei XVIII Giochi olimpici invernali di Nagano 1998, dove fu 19ª nella discesa libera e 27ª nel supergigante.

## Palmarès

### Mondiali
- 1 medaglia:
  - 1 oro (discesa libera a Morioka 1993)

### Coppa del Mondo
- Miglior piazzamento in classifica generale: 14ª nel 1994
- 5 podi (tutti in discesa libera):
  - 2 vittorie
  - 1 secondo posto
  - 2 terzi posti

#### Coppa del Mondo - vittorie
| Data            | Località  | Paese    | Specialità |
| --------------- | --------- | -------- | ---------- |
| 13 marzo 1993   | Kvitfjell | Norvegia | DH         |
| 4 dicembre 1993 | Tignes    | Francia  | DH         |

Legenda:

DH = discesa libera

### Coppa Europa
- 1 podio (dati dalla stagione 1994-1995):
  - 1 vittoria

#### Coppa Europa - vittorie
| Data            | Località     | Paese    | Specialità |
| --------------- | ------------ | -------- | ---------- |
| 7 febbraio 1997 | Sankt Moritz | Svizzera | DH         |

Legenda:

DH = discesa libera

### Nor-Am Cup
- Vincitrice della classifica di supergigante nel 1995[senza fonte]
- 4 podi (dati dalla stagione 1994-1995):
  - 1 vittoria
  - 2 secondi posti
  - 1 terzo posto

#### Nor-Am Cup - vittorie
| Data          | Località | Paese  | Specialità |
| ------------- | -------- | ------ | ---------- |
| 5 aprile 1995 | Whistler | Canada | SG         |

Legenda:

SG = supergigante

### Campionati canadesi
- 5 medaglie (dati parziali fino alla stagione 1994-1995)[2]:
  - 4 ori (combinata nel 1987, discesa libera nel 1994, discesa libera nel 1996; discesa libera nel 1997)
  - 1 argento (discesa libera nel 1995)